# Olaus Andreæ Slacovius
Olaus Andreæ Slacovius, död 1641 i Väderstads socken, var en svensk präst.

## Biografi
Slacovius föddes i Slaka socken. Han var son till kyrkoherden Andreas Joannis. Slacovius blev student vid Uppsala universitet 1609 och prästvigdes 1613. Han blev kyrkoherde i Väderstads församling 1625. Slacovius var predikant den andra dagen vid 1630 års prästmöte. Slacovius avled 1641 i Väderstads socken.

### Familj
Slacovius gifte sig med Karin Persdotter. De fick tillsammans barnen Andreas Olavi Ventilius (född 1622) och Philippus (född 1628). Barnen tog efternamnet Ventilius.